# 小室山公園
小室山公園（こむろやまこうえん）とは、静岡県伊東市川奈にある小室山の山頂周辺および北西山麓に造成されている総合公園。

## 概要
公園全体の管理運営は伊東市振興公社が行っているが、小室山山頂へと向かう「小室山観光リフト」（1962年開業）、その麓駅のレストラン「kitchen・218」（1966年に「小室山レストハウス」として開業）、そして山頂の展望施設などは、東海自動車・東海バスが運営している。
2021年4月23日には山頂施設として「小室山リッジウォークMISORA」と「Café・321」がオープンした。また、1966年10月1日に開業した小室山レストハウスは建物が老朽化していたため、2023年7月にレストラン「kitchen・218」となり内覧会を経てリニューアルオープンすることになった。

## 構成

### 植物
- つばき園 - 1000種4000本。2月下旬-3月上旬に「つばき観賞会」。
- つつじ園 - 40種10万本。4月下旬-5月初旬に「つつじ祭り」。

### スポーツ施設
- 総合グラウンド - 野球場2面、サッカー場1面。
- テニスコート - 18面。
- ゲートボール場

### 山頂周辺
- レストラン「kitchen・218」（旧「小室山レストハウス」）[6]
- 小室山観光リフト
- 山頂展望施設
  - 小室山リッジウォークMISORA(みそら)
  - Cafe 321(さんにいいち)
- 小室神社
- 恐竜広場
- 芝生広場
- アスレチック遊具

## アクセス
最寄駅である伊豆急行線の川奈駅から南に約2km、徒歩約20分。
乗用車だと国道135号から、伊東商業高校脇の交差点を東に曲がって坂を上がって行く。

### バス
- 東海バスI05・I22小室山線、I67シャボテン公園線「小室山つばき園」「公園中央」「小室山リフト」いずれかの停留所で下車。（JR伊東線・伊豆急行線伊東駅からI05新井・川奈口経由小室山リフト行、I67小室山・一碧湖経由シャボテン公園行（、I22城星経由小室山リフト行、I22市役所経由小室山リフト行）バスで約25分。）